# Нікорешть (Галац)
Нікорешть, Нікорешті (рум. Nicorești) — село у повіті Галац в Румунії. Входить до складу комуни Нікорешть.
Село розташоване на відстані 191 км на північний схід від Бухареста, 79 км на північний захід від Галаца, 138 км на південь від Ясс, 135 км на схід від Брашова.

## Населення
За даними перепису населення 2002 року у селі проживали 1083 особи. Рідною мовою 1081 особа (99,8%) назвала румунську.
Національний склад населення села:
| Національність | Кількість осіб | Відсоток |
| -------------- | -------------- | -------- |
| румуни         | 1076           | 99,4%    |
| цигани         | 5              | 0,5%     |